# کازاواتوره
کازاواتوره (به ایتالیایی: Casavatore) یک کومونه در ایتالیا است که در استان ناپل واقع شده‌است.

## خصوصیات
کازاواتوره ۱٫۶۲ کیلومترمربع مساحت و ۱۹٬۶۰۸ نفر جمعیت دارد.

## خواهرخوانده
شهرهای Slovenské Ďarmoty و Rucăr خواهرخوانده‌های کازاواتوره هستند.